# Férolles-Attilly
Férolles-Attilly es una comuna francesa del departamento de Sena y Marne, en la región de Isla de Francia.

## Demografía
| 269 | 339 | 945 | 933 | 1 022 | 1 032 | 1 087 | 1 190 |
| Para los censos de 1962 a 1999 la población legal corresponde a la población sin duplicidades (Fuente: INSEE [Consultar]) |     |     |     |       |       |       |       |